# Weingarten 1 (Quedlinburg)

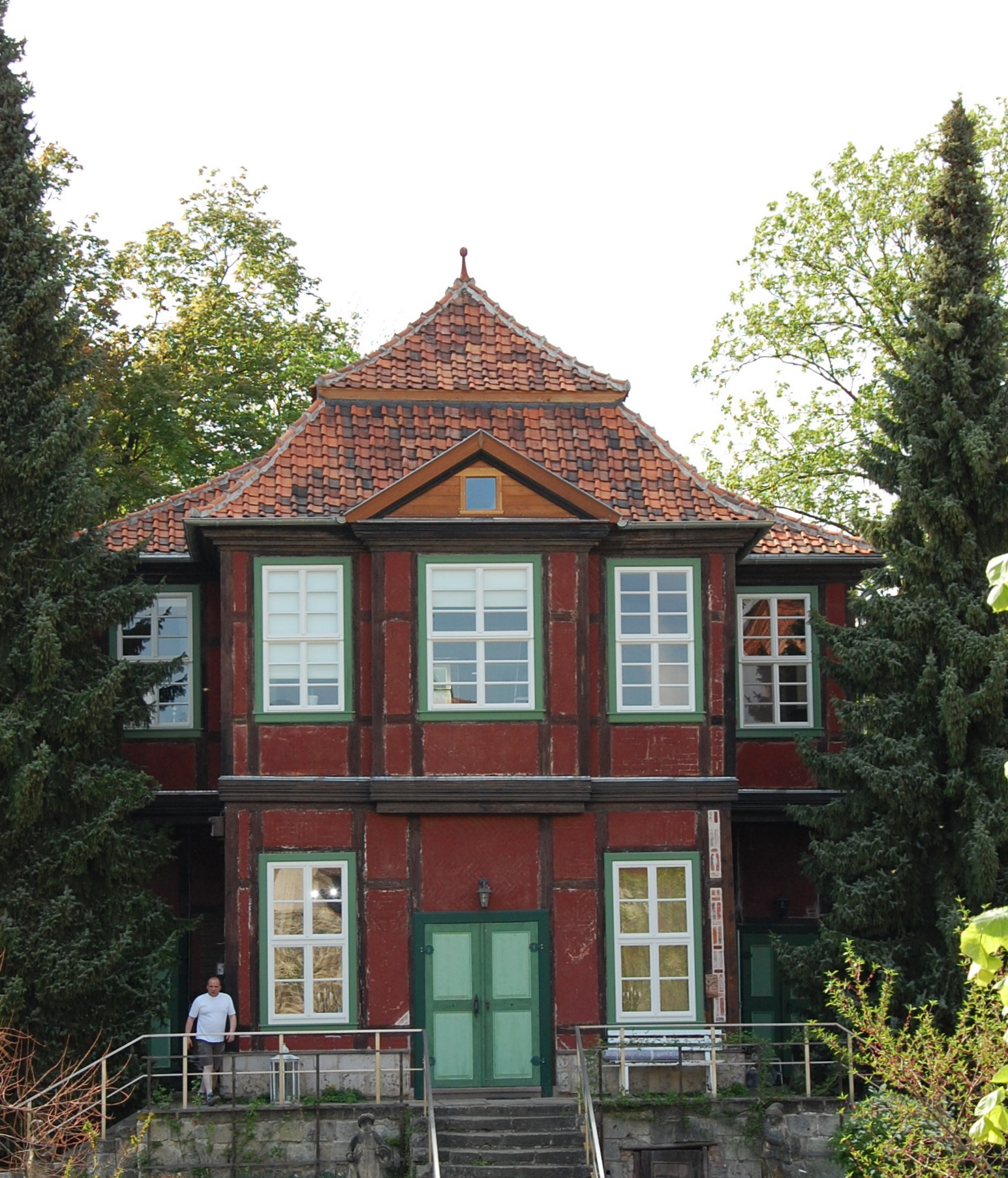
Haus Weingarten 1

Das Haus Weingarten 1 ist ein denkmalgeschütztes Gebäude in der Stadt Quedlinburg in Sachsen-Anhalt.

## Lage
Es befindet sich am Westrand der historischen Quedlinburger Altstadt und gehört zum UNESCO-Weltkulturerbe. Im Quedlinburger Denkmalverzeichnis ist es als Gartenhaus eingetragen.

## Architektur und Geschichte
Das Gelände des Grundstücks diente im Mittelalter als jüdischer Friedhof. Später befand sich hier das Sankt-Annen-Hospital, das im 15. Jahrhundert an seinen heutigen Standort Zwischen den Städten 2, 3 verlegt wurde. Die heute noch vorhandene, aus Quadern gemauerte Grundstückseinfriedung könnte aus dieser Zeit stammen.
Im 17. Jahrhundert wurde das Areal als Lustgarten gestaltet. Um 1740 entstand das in Fachwerkbauweise errichtete barocke Gartenhaus als Lusthaus, darüber hinaus entstanden auch Gartenplastiken. Haus und Plastiken orientierten sich an Vorbildern aus dem Schlossgarten und sind die einzigen erhaltenen Objekte ihrer Art in Quedlinburg. Zur Anlage gehörten in der Zeit um 1730/40 entstandene Figuren eines Jahreszeitenzyklus, die sich heute zum Teil im Stiftsgarten auf dem Quedlinburger Schlossberg befinden. Bedeckt ist das Haus mit einem Mansardzeltdach. 1968 erfolgte eine weitgehende Erneuerung, wobei jedoch auch die innere Raumaufteilung überwiegend erhalten blieb.